# Jorge Ramos Tello
Jorge Ramos Tello (* um 1950 in Orizaba, Veracruz; † 4. Oktober 2021 in Córdoba, Veracruz), auch bekannt unter dem Spitznamen „La Cocada“, war ein mexikanischer Fußballspieler.

## Leben
Ramos erlernte das Fußballspielen im Nachwuchsbereich seines Heimatvereins Club Social y Deportivo Once Hermanos, bei dem er auch seinen Spitznamen erhielt, der ihm ein Leben lang erhalten blieb. Um die Jugendlichen beim Training zu animieren, belohnte der seinerzeitige Trainer und Vereinsgründer Joaquín Kuri Barquet den „besten Spieler einer Trainingseinheit“ mit einer Cocada, die meistens Ramos zuteilwurde. Seinen ersten Profivertrag erhielt Ramos beim benachbarten Orizaba FC, der in den frühen 1970er-Jahren in der seinerzeit noch drittklassigen Tercera División spielte. Bei einem Freundschaftsspiel dieses Vereins gegen den seinerzeitigen mexikanischen Rekordmeister Deportivo Guadalajara wurden die Verantwortlichen des Erstligisten auf den talentierten Ramos aufmerksam und verpflichteten ihn.
Obwohl Ramos zu einer der damals erfolgreichsten mexikanischen Mannschaften wechselte, spielte er dort ausgerechnet in der Phase der „mageren Ziegen“, als der Verein keinen einzigen Titelgewinn erzielen konnte. Kurz nach seinem Wechsel zu Guadalajara gewann sein ehemaliger Verein Orizaba FC die Drittligameisterschaft der Saison 1971/72 und stieg somit in die zweite Liga auf. Ramos war bisher der einzige Orizabeño, der für den Club Deportivo Guadalajara spielte.
Weil Ramos sich aber bei Guadalajara nicht durchsetzen konnte und nur zu 7 Punktspieleinsätzen in der höchsten mexikanischen Spielklasse gekommen war, wechselte er 1973 zum Lokalrivalen Tecos UAG. Anschließend spielte er für den Zweitligisten Iberia de Córdoba und zuletzt für die Tiburones Rojos Veracruz, in deren Reihen er seine aktive Laufbahn beendete.
Anschließend arbeitete Ramos als Trainer und betreute unter anderem die Mannschaften der Azucareros und Caballeros seiner Wahlheimatstadt Córdoba, die etwa 20 km von seiner Geburtsstadt Orizaba entfernt liegt.

## Tod
Ramos starb am 4. Oktober 2021 im Alter von 71 Jahren infolge oder mit einer COVID-19-Erkrankung.